# Europas geografi
Världsdelen Europa utgör en femtedel av kontinenten Eurasien. Europas yta är ungefär 10,6 miljoner kvadratkilometer. Europas östra gräns definieras vid Uralbergen i Ryssland. Den sydöstra gränsen med Asien är inte universellt överenskommen, antingen Ural- eller Embafloden kan fungera som gräns. Gränsen fortsätter med Kaspiska havet med antingen Kuma-Manytj-sänkan, Lilla Kaukasus, Stora Kaukasus eller Kaukasus vattendelare Kura och Rioni som alternativ. Vidare sträcker sig delningen mot Svarta havet; Bosporen, Marmarasjön och Dardanellerna utgör gränsen mot Asien. Medelhavet i söder separerar Europa från Afrika. Västgränsen är Atlanten där Island utgör västlig utpost. Norrut begränsar Norra ishavet. Ögruppen Svalbards nordspets är Europas nordligaste punkt.

## Landformer
Europa har en lång kust med många halvöar. Den stora halvön Skandinavien i norr skiljs från det huvudsakliga europeiska landområdet av Östersjön. I den södra delen av Europa sträcker sig de mindre halvöarna Iberiska halvön, Italien och Balkanhalvön ut i Medelhavet, som bildar gräns mot Afrika. Längre österut blir Europas landmassa bredare tills gränsen mot Asien nås vid Uralbergen. 
De södra delarna av Europa är bergigare. Längre norrut, norr om de höga bergskedjorna Alperna, Pyrenéerna och Karpaterna, sänker sig landytan genom kulliga områden ned till stora låga slätter, som är mycket vidsträckta i öster. Detta utsträckta låglandsområde kallas Stora europeiska slätten, och vid dess hjärta ligger den nordtyska slätten. En båge av högländer finns också längs den nordvästra kusten, med början i västra Brittiska öarna och fortsättning längs den bergiga och flikiga norska kusten.
Denna beskrivning är förenklad. Underområden som Iberiska halvön och Italien har egna sammansatta former, liksom Europas huvudsakliga landmassa, där det finns många platåer, floddalar och sänkor. Island och Brittiska öarna är särskilda områden. Det förra är en egen landmassa i norra Atlanten som räknas som en del av Europa, medan de senare är höglandsområden som en gång var förenade med fastlandet tills de åtskildes av stigande vattennivåer.

## Vattendrag
Europas system av vattendrag kan delas in i 7-8 avrinningsområden, beroende på vilket innanhav eller havsområde de rinner ut i (se kartan). Förutom att utgöra naturliga gränser har vattendragen stor politisk och ekonomisk betydelse för transporter, kraftutvinning, dricksvattentäkter, bevattningssystem och fiske. För att reglera uttaget av resurser samt miljöproblem som utsläpp och översvämningsrisker finns vattenvårdsförbund, som kan bestå av stater lika väl som lokala förvaltningar, privata företag och olika organisationer. Ett av de största förbunden är Internationella kommissionen för skyddet av Donau (ICPDR).
Europas längsta vattendrag är Volga med 3 531 kilometer och därefter Donau med 2 850 kilometer. Tredje längst är Ural (2 428 km) vid gränsen mot Asien.
Europas längsta vattendrag är:
1. Volga (3 531 km)
2. Donau (2 850 km)
3. Ural (2 428 km) (vid gränsen mot Asien)
4. Dnepr (2 200 km)
5. Don (1 870 km)
6. Petjora (1809 km)
7. Kama (1 805 km, biflod till Volga)
8. Norra Dvina-Vytjegda (1 780 km)
9. Oka (1 500 km, biflod till Volga)
10. Belaja (1 430 km, biflod till Kama)
11. Dnjestr (1 352 km)
12. Rhen (1 232 km)
13. Elbe (1 165 km)
14. Tajo (1 120 km)
15. Wisła (1 047 km)

Se även Europas vattenvägar.

## Berg och bergskedjor
Vilket som är Europas högsta berg är omstritt och beror mycket på om man räknar området Kaukasus till Europa. De högsta och mest vidsträckta bergskedjorna är Alperna, Apenninerna, Ardennerna, Centralmassivet, Dinariska alperna, Iberiska bergen, Kantabriska bergen, Karpaterna, Kastilianska skiljebergen, Kaukasus, Pindosbergen, Pyrenéerna, Sierra Morena, Sierra Nevada, Skanderna (den skandinaviska fjällkedjan), Skotska högländerna, Sudeterna, Transsylvanska alperna och Uralbergen. (Denna listning grundar sig på kartan / geografin. Enligt geologiska principer är bergskedjorna något annorlunda namngivna och definierade.)
Europas tio högsta toppar i respektive bergskedja inklusive Kaukasus:
1. Elbrus (5 642 m), Ryssland
2. Dych-Tau (5 203 m), Ryssland
3. Kosjtan-Tau (5 150 m), Ryssland
4. Pusjkin (5 100 m), Ryssland
5. Sjchara (5 064 m),[2][3] gränsen Ryssland-Georgien
6. Kazbek (5 033 m), gränsen Ryssland-Georgien
7. Mizjirgi (5 025 m), Ryssland
8. Katyn (4 974 m), Ryssland
9. Sjota Rustaveli (4 960 m), Georgien

Europas tio högsta toppar i respektive bergskedja exklusive Kaukasus:
1. Mont Blanc (4 808 m; med istäcke), Frankrike och Italien
2. Dufourspitze (4 634 m; Monte-Rosa-massivet), gränsen Schweiz-Italien
3. Dom (4 545 m), Schweiz
4. Weisshorn (4 505 m), Schweiz
5. Lyskamm (4 480 m), gränsen Schweiz-Italien
6. Matterhorn (4 478 m), gränsen Schweiz-Italien
7. Dent Blanche (4 357 m), Schweiz
8. Finsteraarhorn (4 274 m), Schweiz
9. Zinalrothorn (4 221 m), Schweiz
10. Alphubel (4206 m), Schweiz

### Vulkaner
De mest kända vulkanerna i Europa är:
- Etna (ungefär 3 370-3 400 m), Sicilien, Italien
- Öræfajökull är en del av Vatnajökull. Öræfajökulls topp Hvannadalshnjúkur är det högsta berget på Island (2119 m).
- Herðubreið (1 682 m), Island
- Vesuvius (ca 1 200 m), Italien
- Santorini (575 m), vulkanisk ö, Grekland
- Grímsvötn (under Vatnajökull), Island
- Stromboli, vulkanisk ö, Italien

N.B: De vulkaniska Kanarieöarna, med bl.a. Teide (3718 m) på Teneriffa tillhör visserligen Spanien men ligger geografiskt i Afrika.

## Sjöar

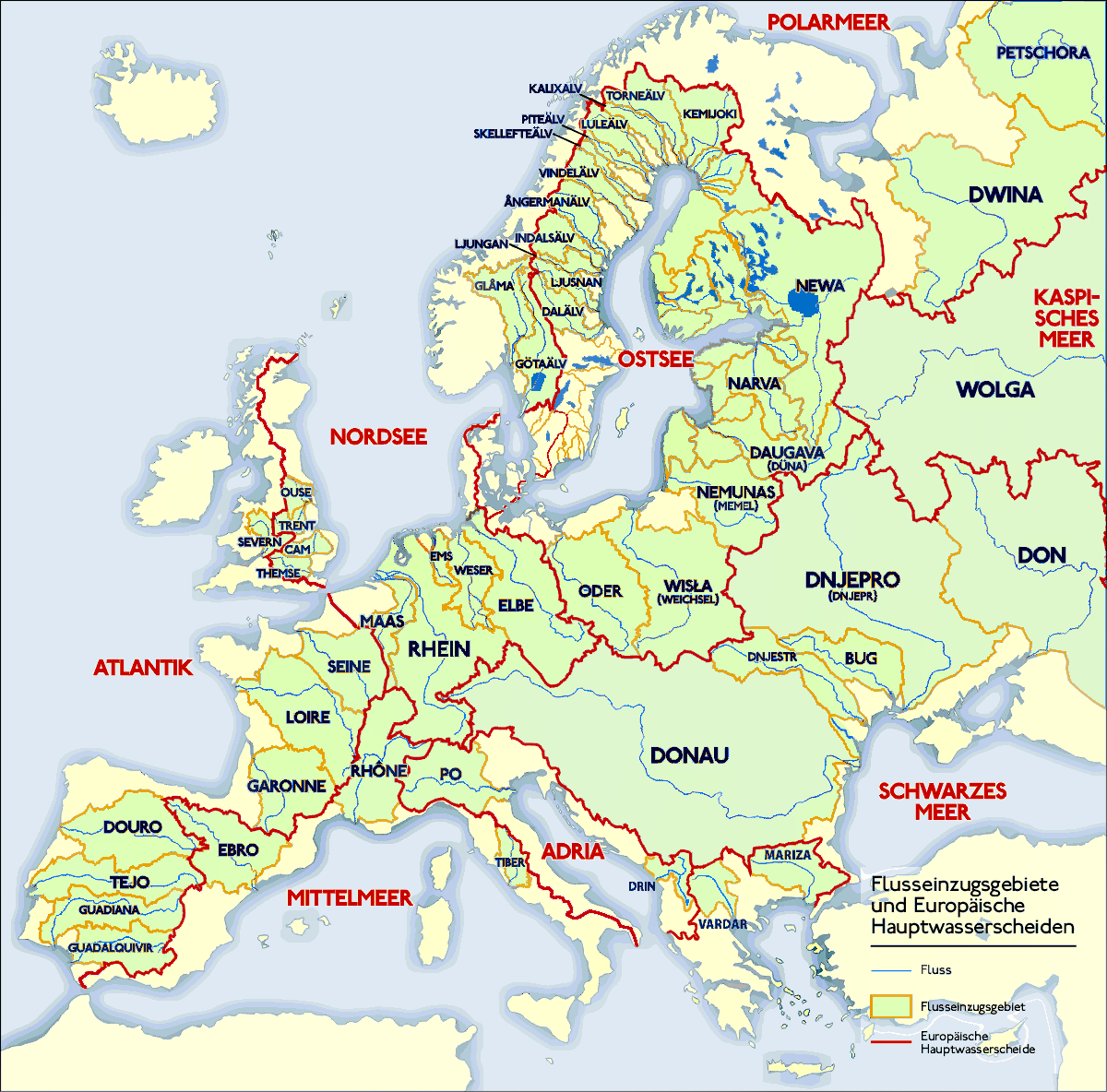
De huvudsakliga avrinningsområdena i Europa.

Europas största sjö är Ladoga, den näst största är Onega och den tredje största är Vänern.
Det land som har flest sjöar är Sverige med 95 795 sjöar större än en hektar, medan Finland har ca 56 000 sjöar större än en hektar.
Europas största sjöar:
- Ladoga, Ryssland
- Onega, Ryssland
- Vänern, Sverige

## Öar
Europas största öar:
- Storbritannien, Atlanten
- Island, Atlanten
- Novaja Zemlja, Norra ishavet, Barents hav
- Irland, Atlanten
- Spetsbergen, Norra ishavet, Norge
- Sicilien, Medelhavet, Italien
- Sardinien, Medelhavet, Italien
- Cypern, Medelhavet
- Korsika, Medelhavet, Frankrike
- Kreta, Medelhavet, Grekland
- Själland, Östersjön, Kattegatt, Danmark
- Gotland, Östersjön, Sverige
- Fyn, Danmark
- Ösel, Estland
- Öland, Sverige
- Lolland, Danmark
- Dagö, Estland
- Rügen, Tyskland
- Bornholm, Danmark
- Isle of Man, Irländska sjön
- Falster, Danmark
- Isle of Wight, England
- Jan Mayen, Norge
- Malta, Medelhavet
- Gozo, Medelhavet

Större ögrupper är:
- Azorerna **
- Balearerna (med Mallorca)
- Dodekanesos
- Frans Josefs land
- Frisiska öarna
- Färöarna
- Hebriderna
- Joniska öarna
- Kanalöarna
- Kykladerna (med Rhodos)
- Lofoten
- Orkneyöarna
- Shetlandsöarna
- Åland

* Cypern räknas geografiskt till Asien, men politiskt vanligen till Europa.
** Azorerna ligger mitt i Atlanten, men räknas vanligen till Europa.